# Нанси Уейк
Нанси Грейс Огъста Уейк (на английски: Nancy Grace Augusta Wake), известна с прякора „Бялата мишка“, даден ѝ от Гестапо е таен британски агент във Френската съпротива, действала по време на втората половина на Втората световна война.
Живеейки в Марсилия със своя съпруг, френски индустриалец, когато войната избухва, тя бавно е въвлечена във френските усилия срещу немците и работи за извеждане на хора от Франция. По-късно се превръща във водеща фигура във френската съпротива и е един от най-видните служители на съюзниците.
След падането на Франция през 1940 г. тя става куриер на френската съпротива и по-късно се присъединява към мрежата за бягство на капитан Ян Гароу. До 1943 г. Уейк е най-търсеното лице на Гестапо с цена от 5 милиона франка за главата ѝ. В един момент става необходимо да напусне Франция.
След като стига до Великобритания, Уейк се присъединява към изпълнителния директор на специалните операции. На 1 март 1944 г. се спуска с парашут в окупирана Франция близо до Оверн, превръщайки се във връзката между Лондон и местната маки група, оглавявана от капитан Анри Тардиват в Гората Тронсе. От април 1944 г. до освобождението на Франция нейните 7000 маки се сражават с германците по много различни начини. Германците изпращат 22 000 войници, за да ги унищожат. Въпреки това, благодарение на изключителните организационни способности на Уейк, нейните маки успяват да ги победят, причинявайки 1400 смъртни случая на германците и само 100 от съпротивата. Маки на Уейк убиват 70% от общо 2000 германци, убити от френската съпротива по време на освобождението на Франция, докато техните загуби съставляват едва 1% от общо 8000 френски борци, убити в акции.